# Ève Bouvard
Ève Bouvard, née le 18 août 1999, est une biathlète belge.

## Biographie
Les premières courses internationales d'Ève Bouvard ont lieu en mars 2020 à Arber, où elle participe à plusieurs compétitions de l'IBU Cup junior. En janvier de l'année suivante, elle fait ses débuts en IBU Cup au même endroit et obtient également ses premiers points de classement en se classant 23e du sprint. Peu après, elle participe également pour la première fois aux Championnats du monde juniors et, après avoir terminé 7e du sprint, elle remporte la médaille d'or avec le relais français composé de Paula Botet, Sophie Chauveau et Camille Bened. Durant l'hiver 2021-2022, Bouvard concourt exclusivement au niveau national et remporte de manière convaincante le classement général de la Coupe de France. Peu après, la fédération française la retire de l'équipe malgré sa victoire au classement général. Comme elle possède également la nationalité belge en raison de ses liens familiaux, elle décide en mai 2023 de représenter les couleurs belges à l'avenir. Au début de la saison 2023-2024, Bouvard participe pour la première fois à l'IBU Cup pour la Fédération belge et se classe à une 16e place à Idre et une 14e place à Sjusjøen. Bien qu'elle n'ait participé à aucune course pendant tout le mois de janvier, la Belge est ensuite sélectionnée pour les Championnats du monde 2024 à Nové Město na Moravě, faisant ainsi ses débuts au plus haut niveau de la compétition. En Tchéquie, elle termine avec deux 49e places en sprint et en poursuite, ainsi qu'une 35e place en individuel.

## Vie privée
Bouvard et est originaire de la Savoie et est née en France, de sorte qu'elle a initialement couru pour la Fédération française de ski. Sa mère étant belge, Bouvard possède les deux nationalités depuis sa naissance.

## Palmarès

### Championnats du monde
| Édition \ Épreuve | Individuel | Sprint | Poursuite | Mass start | Relais | Relais mixte | Relais mixte simple |
| ----------------- | ---------- | ------ | --------- | ---------- | ------ | ------------ | ------------------- |
| Nové Město 2024   | 39e        | 49e    | 49e       | —          | 14e    | —            | —                   |
| Lenzerheide 2025  | 66e        | 57e    | 52e       | —          | 13e    | —            | —                   |

- — : non disputée par Eve Bouvard

### Championnats du monde jeunes et juniors
| Mondiaux / Épreuve | Individuel | Sprint | Poursuite | Relais                |
| 2021 Obertilliach  | 40e        | 7e     | 40e       | Médaille d'or, Europe |

Légende :
- : première place, médaille d'or